# Bisbal Bàsquet
El Bisbal Bàsquet és un club català de bàsquet de la ciutat de la Bisbal d'Empordà (Baix Empordà). Actualment, juga a la Segona FEB —abans LEB Plata—, la tercera categoria estatal, amb el nom de Sol Gironès Bisbal Bàsquet.

## Història
El 1975 es creà el BC La Bisbal, que va ser l'únic equip de bàsquet de la Bisbal fins al 1991, quan es fundà l'Atlètic Bisbalenc. A partir d'aquella temporada, hi va haver una gran rivalitat entre els dos clubs, en part perquè necessitaven jugadors de categories inferiors per continuar existint. Aquesta situació va durar fins a l'any 1994, quan el BC La Bisbal i l'Atlètic Bisbalenc es van fusionar donant lloc a l'actual Bisbal Bàsquet.
El juny del 2009, l'equip júnior A del Bisbal Bàsquet va guanyar el Campionat de Catalunya que se celebrava a Montblanc. El maig del 2024, l'equip sènior masculí va assolir l'ascens històric a Segona FEB —abans LEB Plata, la tercera categoria del bàsquet estatal—, en la promoció d'ascens disputada a Llíria i després d'haver guanyat la Lliga EBA.

## Plantilla
La plantilla per disputar la temporada 24/25 és la següent:
|  | Jugador        |  | Jugador         |
|  | -------------- |  | --------------- |
|  | Xevi Torrent   |  | Spas Nikolov    |
|  | Lamin Dibba    |  | Joelvin Cabrera |
|  | Jaume Solé     |  | Marc Mateu      |
|  | Isaac Valera   |  | Niko Gosnell    |
|  | Enric Espinosa |  | Xavi Viejo      |
|  | Toni Espinosa  |  |                 |

- Entrenador: Carles Rofes
- Entrenadors assistents: Albert Morejón, Salvi Bofill
- Staff complementari: Xavi Saez, Alejandro Vallina
- Preparador físic: Gerard Farrarons
- Fisioterapeuta: Marc Roura
- Director Esportiu: Joan Ferrer

## Copa Catalunya
Abans de fer el salt a Lliga EBA, el club bisbalenc va militar a Copa Catalunya, la primera divisió de la Federació Catalana de Basquetbol.

## Lliga EBA
La temporada 2020/2021, el Bisbal Bàsquet masculí va fer el salt a la Lliga EBA —actualment Tercera FEB. La temporada 2022-23, el Sol Gironès Bisbal Bàsquet acabà la Lliga EBA amb una destacada 4a posició final. A més, la temporada 2022/2023 va arribar a la final de la Lliga Catalana EBA on va caure per la mínima davant el filial del Barça. La temporada 2023/24 es va proclamar campió de la Lliga EBA amb un espectacular palmarès de 23 victòries i dues derrotes, amb l'opció de jugar la fase d’ascens a la lliga LEB Plata, que finalment assolí.

## Segona FEB
Després de jugar la fase d'ascens a LEB Plata a Llíria i aconseguir la victòria davant el Bilbao Basket, els bisbalencs van jugar la temporada 2024/2025 a la tercera categoria del bàsquet espanyol ara coneguda com a Segona FEB.